# Трапьельо, Андрес
Андре́с Трапье́льо (исп.  Andrés Trapiello, 10 июня 1953, Мансанеда-де-Тори́о, провинция Леон) — испанский поэт, прозаик, эссеист.

## Биография
Закончил филологический факультет Вальядолидского университета. С 1975 живёт в Мадриде. Широко публикуется в прессе, выступает по телевидению. Подготовил к изданию произведения Унамуно, Хименеса, Бергамина, Рамона Гомеса де ла Серны, Рамона Гайи и др., автор монографий о Сервантесе, Хосе Гутьерресе Солане.

## Произведения

### Поэзия
- Junto al agua (1980)
- Las tradiciones (1982)
- La vida fácil (1985)
- El mismo libro (1989)
- Las tradiciones (1991, собрание стихотворений)
- Acaso una verdad (1993, Премия критики)
- Poemas escogidos (1998, избранные стихотворения, 2-е изд. 2001)
- Rama desnuda (1993—2001) (2001)
- Un sueño en otro (2004)
- El volador de cometas (Antología) (2006)
- Segunda oscuridad (2012)

### Романы и рассказы
- La tinta simpática (1988)
- El buque fantasma (1992)
- La malandanza (1996)
- Días y noches (2000)
- La noche de los cuatro caminos. Una historia del Maquis. Madrid, 1945 (2001)
- Los amigos del crimen perfecto (2003, Премия Надаля; рус.пер. 2006)
- Al morir don Quijote (2004)
- Los confines (2009)
- Apenas sensitivo (2011)
- Ayer no más (2012)

### Эссе
- Las vidas de Cervantes (1993)
- Viajeros y estables (1993)
- Las armas y las letras. Literatura y guerra civil 1936—1939 (1995, 2-е изд. 2010)
- Clásicos de traje gris (1997)
- Los nietos del Cid. La nueva edad de oro (1898—1914) (1997)
- El escritor de diarios (1998)
- El arca de las palabras (2004)
- Imprenta moderna. Imprenta y literatura (2006)
- Los vagamundos (2011)

## Публикации на русском языке
- Клуб идеальных убийств. М.: АСТ; Транзиткнига, 2006
- [Стихотворения]/ Перевод Б.Дубина// Иностранная литература, 2011, № 12, с.67-70

## Признание
Премия критики за книгу стихов (1993), литературная премия Мадрида (2002), премия Надаля (2003), национальная премия за журналистику имени Мигеля Делибеса (2005) и др. награды.